# تطوير الأراضي

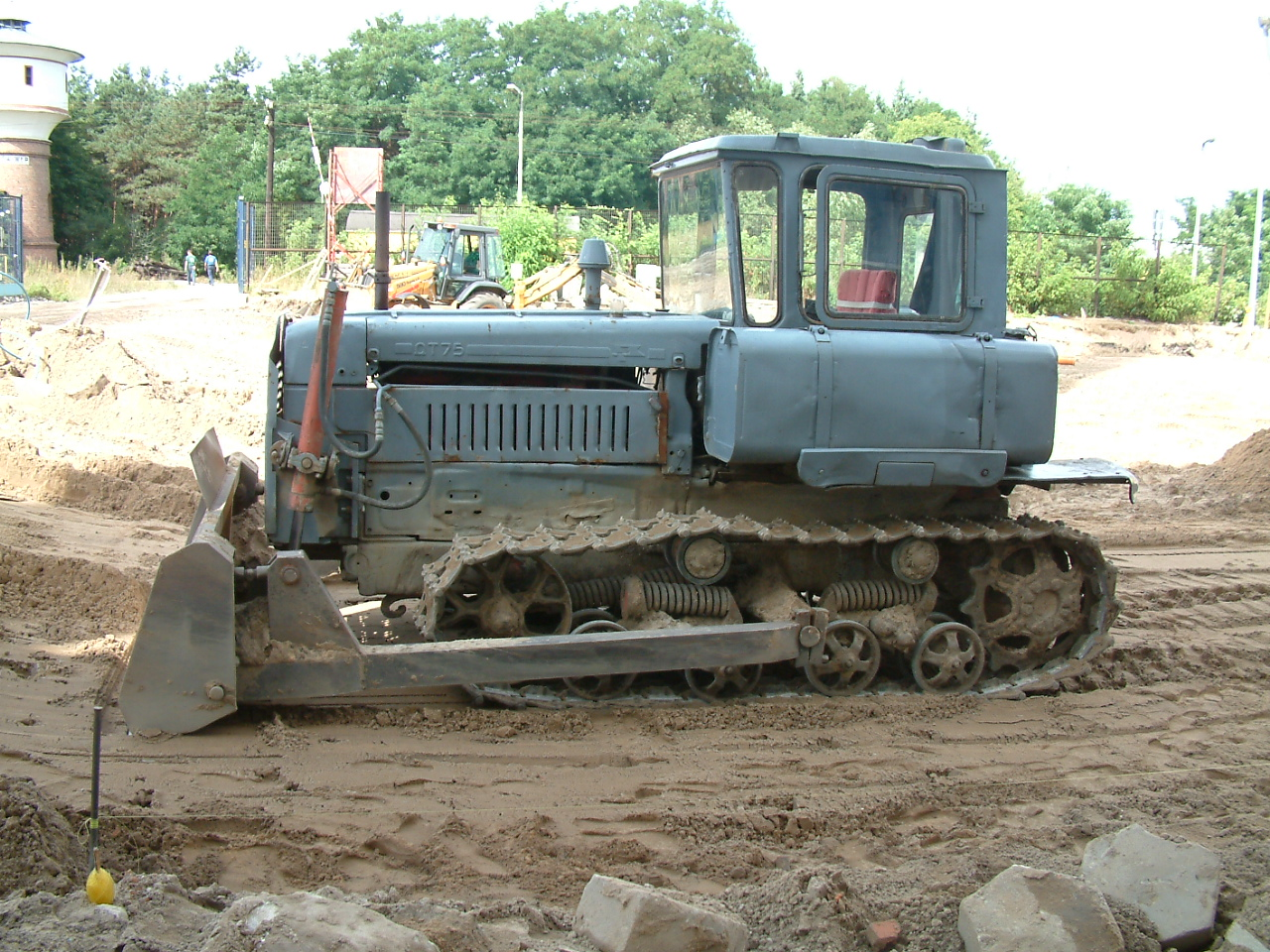

يُشير مصطلح تطوير الأراضي أو تحسين الأراضي أو إحياء الأراضي إلى تحويل الأراضي إلى مُنشئات، طرق، ممرات، شبكات الكهرباء والماء الصالح للشرب وصرف المياه وغير ذلك من البنيات التي تتلاءم في مجال استعمال الأراضي سواءً كانت منطقة صناعية أم سكنية.